# Awoingt
Awoingt é uma comuna francesa na região administrativa de Altos da França, no departamento do Norte. Estende-se por uma área de 6.31 km². Em 2010 a comuna tinha 833 habitantes (densidade: 132 hab./km²).